# Nisha
Nisha (nascida em 1979, em Malaca, na Malásia) é uma ativista dos direitos dos transgêneros da Malásia. Nisha é co-fundadora da SEED Foundation, administrada pela comunidade, e da campanha de base transgênero "Justiça para as Irmãs" e recebeu o prestigioso prêmio Prêmio Internacional às Mulheres de Coragem, em 2016.

## Vida pregressa
Nisha nasceu em Malaca, na Malásia, em 5 de abril de 1979. Ela é descendente de indianos (por parte de mãe) e de ceiloneses e malaios (por parte de pais). Nisha tem lembranças de quando era criança e costumava usar um “selendang” (xale) enquanto dançava músicas da Bollywood. Nisha foi criada por sua mãe, em uma família cristã, após a morte de seu pai, quando ela tinha seis anos. Sua mãe é uma muçulmana convertida. Aos nove anos, Nisha participou de um concurso de fantasias, fantasiada como bailarina, usando vestido preto e peruca. Na época, ela percebeu que era a verdadeira Nisha.

## Biografia
Como uma mulher transgênero, Nisha enfrentou a aplicação das leis islâmicas da xaria, que indica que um homem é proibido de se vestir ou se comportar como uma mulher e aparecer em público dessa maneira. A violação disso é punível com multa de 1.000 ringuites (aproximadamente 257 dólares) e prisão por um período de seis meses a um ano. A lei da Xaria é aplicada pelos departamentos religiosos islâmicos do estado. Sob esta lei, Nisha foi presa por três meses em 2000. Enquanto Nisha estava presa em uma prisão masculina, o diretor e outros prisioneiros a agrediram sexualmente. Nisha disse sobre seu tempo na prisão: "Eles me pediram para me despir na frente de todos. Eles zombaram de mim, porque meu corpo não está de acordo com o que homens e mulheres deveriam ser”.

## Legado
Nisha foi homenageada com o Prêmio Alison Des Forges da Human Rights Watch por Ativismo Extraordinário, em 2015, por sua ação ousada se opondo às leis malaias que eram prejudiciais ao interesse das pessoas de viver em paz sem serem prejudicadas e oprimidas. Ela também recebeu o Prêmio Internacional Mulheres de Coragem, em 2016, tornando-se a primeira mulher abertamente transgênero a receber esse prêmio.
Em 2016, a cidade de San Diego (na Califórnia, nos Estados Unidos) declarou 5 de abril como o Dia de Nisha. Na proclamação, o prefeito de San Diego, Kevin L. Faulconer, disse: "Nisha continua a lutar pela igualdade e proteção de todas as pessoas em seu país e além de suas fronteiras."
Em 2018, uma professora sênior da Faculdade de Agricultura da Universidade Putra Malaysia, Leena Wong, ao lado do principal autor do estudo, Patrick Krug, da California State University, de Los Angeles, descobriu uma nova espécie de lesma marinha que se camufla como algas marinhas e, após a confirmação de que era de fato uma nova espécie, a batizaram de Sacoproteus nishae em homenagem a Nisha. A lesma-do-mar recebeu esse nome devido à sua capacidade de se camuflar com algas marinhas, chamando-a de "o melhor exemplo de um animal disfarçado de planta".
Em 2019, Nisha se tornou a única malaia na lista das 100 mulheres, da British Broadcasting Corporation (BBC). Ela foi reconhecida pela BBC por seu trabalho junto à comunidade transgênero local.

### Prêmios e reconhecimentos
2015 - Prêmio Alison Des Forges de Ativismo Extraordinário, do Human Rights Watch.
2016 - Prêmio Internacional Mulheres de Coragem, Departamento de Estado dos Estados Unidos.
2019 - Lista das 100 mulheres mais inspiradoras do ano, da BBC.